# Carlos Quinchara
Carlos Javier Quinchara (Bogota, 17 juni 1988) is een triatleet uit Colombia. Hij nam namens zijn vaderland deel aan de Olympische Spelen (2012) in Londen, waar hij eindigde op de 53ste plaats in de eindrangschikking met een tijd van 1:54.10.

## Palmares

### triatlon
- 2015: 92e WK olympische afstand - 317 p